# 瓦洛厄山脈
瓦洛厄山脈（英語：Wallowa Mountains）位於美國奧勒岡州東北部的哥倫比亞高原。它的範圍在瓦洛厄區的西南部，從西北到東南涵蓋約40英里，介於西邊藍山山脈和東邊蛇河的中間。此範圍有時被認定為是藍山山脈向東延伸的一部分，而以奧勒岡的阿爾卑斯山稱之。此區大部分範圍被稱為鷹帽荒野（Eagle Cap Wilderness），是瓦洛厄惠特曼國家森林的一部分。

## 地形
此範圍由山脈東部的瓦洛厄河及其支流，位於山脈西部的彌念河（Minam River）所形成。而尹那哈河（Imnaha River）則從山脈的東部流入會合。
此區域的最高點為薩卡賈維亞峰（Sacajawea Peak），在海拔9,838英尺（2,999）的位置。薩卡賈維亞峰是奧勒岡的第六高山峰，也是在本州中，除了喀斯喀特山脈以外的第一高峰。

## 地質
許多地質學家相信在奧勒岡州東北部的瓦洛厄山脈是島嶼地帶（Insular Belt）分離的碎塊。瓦洛厄的中心部分由瓦洛厄岩基環繞著哥倫比亞河玄武岩群所組成。此外，在岩基和玄武岩層之間，也有許多較老的岩層。
瓦洛厄岩基是在侏儸紀晚期和白堊紀早期（大約在一億六千萬年前和一億兩千萬年前）之間，由往上湧出的岩漿所造出的花崗岩所組成。此岩石的配置，在熱帶海時期引起地層表面的上升。這可由在山脈中所出現的板岩、石英岩及大理石得到證明；這些岩石是在三疊紀時期，由海洋沉積物所生成的岩石變形後所產生。在岩基的中心部分為花崗閃長岩，而其外圍的邊界地區則為石英閃長岩。花崗岩岩基由深溝所切斷；但這種情形很少見。

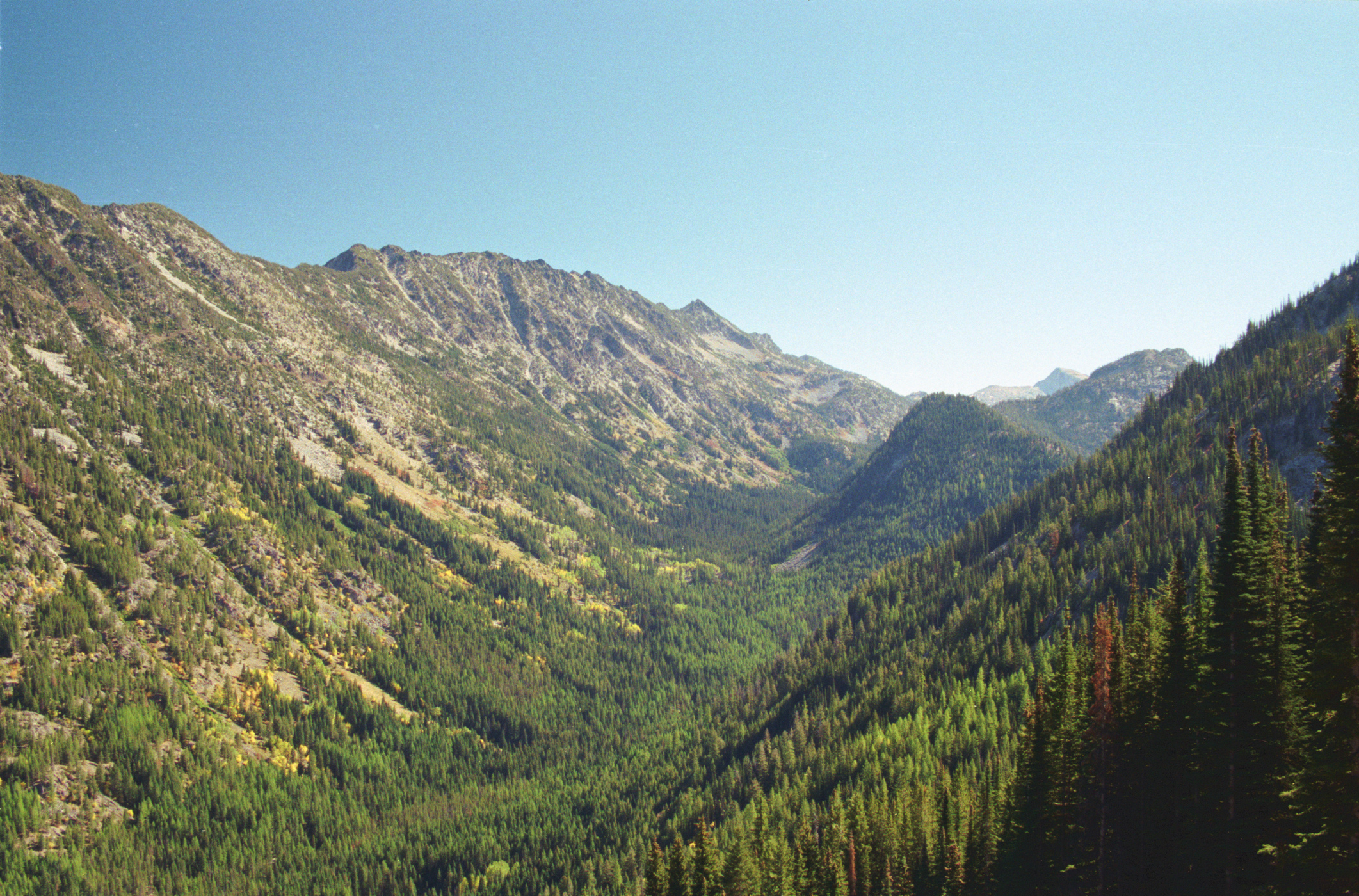
在山脈中的洛斯廷河河谷

在更新世晚期，由於冰河的擠壓而塑造了一些山谷出來，而且也留下了一些冰磧石。這一系列的冰磧石是由長時間的冰河推進和後退所形成。冰川沉積物也是這些山谷的共同特徵。冰河的溶解產生了相當大量的水，而這些水將沉澱物質沖刷到山谷的底部，形成了一層一層的沉積物，新的覆蓋在舊的沉積物之上面。

## 氣候
在山脈中，大部分的降水都是以雪的型態落下，降雪的尖峰時期為每年三月附近。山脈中大部分的降水都是屬於地形降水。在山頂附近每年的降水量可以超過2,500毫米，而在山谷中，則可以低到每年只有250毫米。

## 生態
相較於其周圍區域，瓦洛厄區山脈中的高降水量形成了中濕度性的棲息地。在此區域生長的植物為附近洛磯山脈和喀斯喀特山脈的組合。在低海拔地區，道格拉斯杉（Douglas fir）為斜坡上最常見的樹種。而英國針樅（Engelmann spruce）和美國黑松（lodgepole pine）則生長在山谷的底部。在海拔低於1,600公尺的地區大冷杉（grand fir）則是常見的植物。在附近有泉水的草地中，則常會有柳樹和鮮苔。在海拔高度高於2,100公尺的地區，則完全是亞高山冷杉（subalpine fir），而美國白皮松（whitebark pine）則常出現在山脊和向南的斜坡上。

## 歷史
此區域為瓦洛厄之下內茲佩爾賽人（Lower Nez Perce）的故鄉。這些內茲佩爾賽人居住於峽谷中，用有計劃地燃燒樹林的方式建立牧草地，以繁殖他們在大約西元1730年時所獲得的馬匹。在西元1834年，邦納維爾上校（Captain Bonneville）在他前往瓦拉瓦拉要塞（Fort Walla Walla），而橫越這些山脈時，遇見了下內茲佩爾賽人。在西元1840年代，許多人開始向西部移動，為此地帶來了一些移民，而內茲佩爾賽人也開始和這些移民有了貿易往來。在西元1861年時，有一個開墾地在山脈中被建立起來。在西元1863年，一項新的協定被簽署，將在根據西元1855年協定所取得的土地全部轉授與美國政府。在同一年，這些在山中的移民遷移到今日的拉格蘭德（La Grande），這些區域包括瓦洛厄山谷，此為约瑟夫酋長的故鄉。在西元1867年，政府第一次開放移民到瓦洛厄山谷。之後土地勘測員開始進駐丈量，一直到西元1869年為止。在西元1873年，瓦洛厄山谷被分割成兩半，一半分配給內茲佩爾賽人，另一半分配給移民。兩年以後，在西元1875年，美國政府禁止內茲佩爾賽人離開山谷。進入山谷的第一條路在同一年被建造完成。在西元1877年，美國政府試圖強迫內茲佩爾賽人移居；但是因此激怒了原住民。原住民選擇了突襲移民者，而引起了內茲佩爾賽戰爭（Nez Perce War）。
伐木業者在西元1880年末期進入此山區，他們利用小溪和河流運送木材。在西元1884年，瓦洛厄湖上的一個水壩被建造完成以灌溉該山谷。而第一條進入此山谷的鐵路則於西元1908年完成。在西元1919年，聯合太平洋鐵道公司（Union Pacific Railroad）建造了通往山谷上方的鐵路，以便更安全地運送木材。在西元1916年，瓦洛厄湖下方的水壩被水泥材質水壩取代，而於西元1929年，一個全新的水壩則被建造完成。

## 外部連結
- 瓦洛厄惠特曼國家森林 （页面存档备份，存于）: U.S. Forest Service